# Bowdon (Géorgie)
Pour les articles homonymes, voir Bowdon.
Bowdon est une ville américaine située dans le comté de Carroll, en Géorgie. Selon le recensement de 2020, sa population est de 2 161 habitants.